# 馬歷·迪基斯
馬歷·迪基斯（荷蘭語：Marc Degryse，1965年9月4日—），比利時足球運動員，司職前鋒。

## 球會生涯
迪基斯在比利時效力布魯日及安德列治同樣取得成功，其中，在1989年轉到後者是以當時創紀錄€225萬轉會費，之後贏得五個聯賽，其中創造3連冠的紀錄。
然後，他以£1.5 m加盟錫周三，但只留下一個賽季後，轉移到荷蘭的燕豪芬，在那裡，他經常飽受傷病的困擾。
迪基斯在2002年退役後，職業生涯中上陣了543場比賽，取得了212個入球。翌年，他回到布魯日擔任技術總監，2007年1月下旬，他因成績不佳，而與長期並肩前隊友教練雲達艾斯雙雙辭職。

## 國際賽生涯
迪基斯共替國家隊上陣63場比賽，取得了23球。他徵召往1990年世界盃和1994年年世界盃，合共上陣7場比賽。
他的首場國際賽正好是他19歲生日，友賽對阿根廷。

## 榮譽

### 球隊
- 比利時聯賽: 1987-88, 1990–91, 1992–93], 1993-94, 1994–95
- 比利時盃: 1985-86, 1993-94
- 比利時超級盃: 1985, 1993, 1995
- 荷蘭甲組足球聯賽: 1996-97
- 告魯夫盾: 1996, 1997

### 個人
- 比利時金靴獎: 1991
- 比利時足球先生: 1987-88, 1989-90, 1994-95, 1999-2000

## 連結
- Club Brugge archives （荷兰文）
- NationalFootballTeams data （页面存档备份，存于）
- 足球数据库：馬歷·迪基斯的球员统计数据